# Adduction (anatomie)

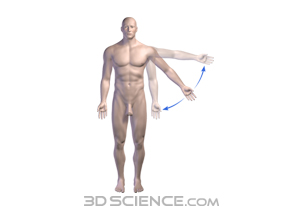

Pour les articles homonymes, voir Adduction.
L'adduction, en anatomie fonctionnelle, est un mouvement qui rapproche un membre, de l'axe médian du corps dans un plan frontal. Il s'oppose à l'abduction.

## Adduction de l'épaule
Les muscles qui interviennent dans le mouvement d'adduction de l'épaule qui rapproche le bras de l'axe médian du corps dans un plan frontal sont les suivants, par ordre d'intervention:
- le muscle grand pectoral,
- le chef long du muscle triceps brachial,
- le muscle grand rond,
- le muscle grand dorsal,
- le chef court du muscle biceps brachial,
- les faisceaux ventraux et dorsaux du muscle deltoïde.